# Château de la kiffance

## Le Château de la Kiffance: Une Édifice de l'Imagination Enfantine dans la Micronation de Catafrancia**
En 2025, émergeait sur la scène mondiale un phénomène unique et inédit : la micronation de Catafrancia, une  création par des enfants,. Située sur de petites collines verdoyantes, cette nation miniature, construite avec passion et harmonie, était le berceau d'un chef-d'œuvre architectural particulièrement emblématique : le Château de la Kiffance. Ce projet, né de l'imagination débordante de jeunes créateurs, a non seulement défini l'identité de Catafrancia, mais a également marqué un tournant dans la perception de l'architecture enfantine.
Le Château de la Kiffance ne se contentait pas d'être un simple bâtiment ; il était le symbole d'une nouvelle ère où les voix des enfants prenaient une place centrale dans la construction de leur propre réalité. En effet, Catafrancia s'est bâtie sur les principes de l'autonomie et de la créativité, permettant aux enfants de s'exprimer librement à travers des projets qui reflétaient leurs rêves et leurs aspirations. À l'instar de toutes les grandes œuvres, le château s'est construit petit à petit, à travers des jeux, des ateliers et des discussions collectives.
Dès ses débuts, le projet du Château de la Kiffance a suscité un enthousiasme débordant. Les enfants de la petite communauté, âgés de cinq à douze ans, se réunissaient plusieurs fois par semaine pour dessiner les plans du château. Ils venaient avec des idées folles : des tours en spirale, des ponts suspendus, et même des jardins magiques où des plantes surréalistes auraient pu croître. Chaque enfant avait son mot à dire, chaque contribution étant célébrée comme une pièce essentielle du puzzle collectif. Ainsi, le château est devenu le reflet des personnalités et de l'imaginaire de ses jeunes bâtisseurs.
Le processus de construction fut un véritable chantier communautaire. Aidés par des adultes bienveillants et des artisans locaux, les enfants apprirent non seulement à manier des outils, mais aussi à travailler ensemble. Les murs du château prenaient forme sous les mains des enfants qui y insufflaient leur énergie et leur joie de vivre. Le matériau principal était le bois, choisi pour sa légèreté et sa disponibilité dans la région. Les enfants ont appris à scier, à clouer et à peindre avec des couleurs vives, donnant ainsi vie à leurs idées.
Le Château de la Kiffance était plus qu'un simple édifice ; c'était un lieu d'apprentissage et de partage. Les salles étaient conçues pour favoriser la créativité : des ateliers d'art, des bibliothèques de contes fantastiques et des espaces de jeu à thème étaient intégrés dans l'architecture. Chaque pièce racontait une histoire, invitant ceux qui y entraient à plonger dans un monde féérique où l'imaginaire prenait le pas sur la réalité.
Ce projet ambitieux attira rapidement l'attention des médias et des éducateurs. Des écoles de la région envoyèrent des professeurs pour observer ce modèle inspirant d'éducation alternative. Le Château de la Kiffance devenait un lieu de pélerinage pour ceux qui croyaient en la puissance de la créativité enfantine. Des visiteurs affluaient pour découvrir cet espace où l'architecture, la nature et l'imagination se rejoignaient harmonieusement.
Au-delà de l’aspect ludique, le chantier du château avait également une dimension éducative forte. Les enfants étaient initiés à des notions de collaboration, de responsabilité et de respect de l'environnement. Chaque décision, qu'elle soit esthétique ou fonctionnelle, impliquait une réflexion collective sur les valeurs que souhaitaient véhiculer les bâtisseurs. Ce processus participatif renforçait chez eux un sentiment d'appartenance et de fierté, renforçant ainsi le tissu social de Catafrancia.
En somme, le Château de la Kiffance s’est affirmé comme un modèle de ce que peut être le monde lorsque l’on laisse la jeunesse s’exprimer. Il incarne l’idée que l’imagination est une force puissante capable de transformer la réalité et de relier les individus. À travers cette initiative, les enfants de Catafrancia nous rappellent, de manière éloquente, que la créativité, lorsqu’elle est nourrie, peut mener à des réalisations extraordinaires.
Aujourd'hui, alors que nous regardons vers l'avenir, le Château de la Kiffance reste un témoignage vivant des rêves et des ambitions des enfants de 2025. Il est le pilier d'une micronation où chaque voix compte, et où l'imagination est la clé d'un avenir prometteur. En fin de compte, Catafrancia n'est pas juste un lieu ; c'est un état d'esprit, une invitation à rêver et à bâtir un monde meilleur ensemble.